# 풀뿌리
풀뿌리 운동은 특정 지역, 지역 또는 공동체의 사람들을 정치적 또는 경제적 운동의 기초로 사용하는 운동이다. 풀뿌리 운동과 조직은 지역, 지역, 국가 또는 국제 수준에서 변화를 구현하기 위해 지역 수준의 집단적 행동을 사용한다. 풀뿌리 운동은 하향식 의사 결정보다는 상향식과 관련이 있으며 때로는 전통적인 권력 구조보다 더 자연스럽거나 자발적인 것으로 간주된다.
풀뿌리 운동은 자기조직화를 통해 지역사회 구성원들이 지역사회에 대한 책임과 행동을 함으로써 기여하도록 장려한다. 풀뿌리 운동은 기금 모금 및 유권자 등록에서부터 단순히 정치적 대화 장려에 이르기까지 다양한 전략을 활용한다. 특정 운동의 목표는 다양하고 변화하지만, 운동은 정치에 대한 대중 참여를 늘리는 데 초점을 맞추는 데 일관된다. 이러한 정치 운동은 작은 규모의 지역 차원에서 시작될 수 있지만, 코넬 웨스트가 주장하는 것처럼 풀뿌리 정치는 지역의 정치적 관심사에 대중의 관심을 끌기 때문에 진보적인 정치를 형성하는 데 필요하다.
풀뿌리 개념은 종종 참여 민주주의와 구별된다. 보다 민주적인 사회를 추구하는 선언문인 포트 휴런 성명은 보다 평등한 사회를 만들기 위해서는 '미국 사회의 풀뿌리'가 시민권과 경제 개혁 운동의 기반이 되어야 한다고 말한다. 풀뿌리는 종종 특정 운동이나 조직을 지칭하는 반면, 참여 민주주의는 더 큰 거버넌스 시스템을 지칭한다는 점에서 용어가 구별될 수 있다.

## 같이 보기
- 풀뿌리 민주주의